# Церковь Святого Иоанна Крестителя (Сматс)
Церковь Святого Иоанна Крестителя (англ. St. John the Baptist Ukrainian Greek Catholic Church, укр. Церква святого Івана Хрестителя) — храм УГКЦ в поселке Сматс (Smuts) в региональном муниципалитете Грант, в 45 километров от города Саскатун в канадской провинции Саскачеван.
Фотография церкви Джорджа Генри Рида (George Henry Read) вошла в десятку лучших фото Канады в конкурсе «Вики любит памятники» 2014 года.

## История
Первые украинские переселенцы прибыли в Сматс 1900 года из Борщева Тернопольской области и построили в 1905 году на новом месте церковь, которая сгорела в 1925 году. Того же года на замену сгоревшей построена нынешняя одноэтажная деревянная церковь с колокольней.
В 1955 году церковь перенесена на вершину холма над поселком. Церковь и по сей день остается центром жизни украинской общины и символизирует силу греко-католицизма в регионе.
11 февраля 1985 года получила статус памятника архитектуры местного значения.
Кроме неё, в окружающей местности есть ещё две украинские церкви, одна из которых тоже греко-католическая, другая православная.

## Описание святыни
Церковь с выразительной архитектурой, типичной для восточных церквей: кресты, центральный купол с двумя боковыми малыми куполами, закругленная арка на фронтоне здания, отдельная колокольня.

## Галерея

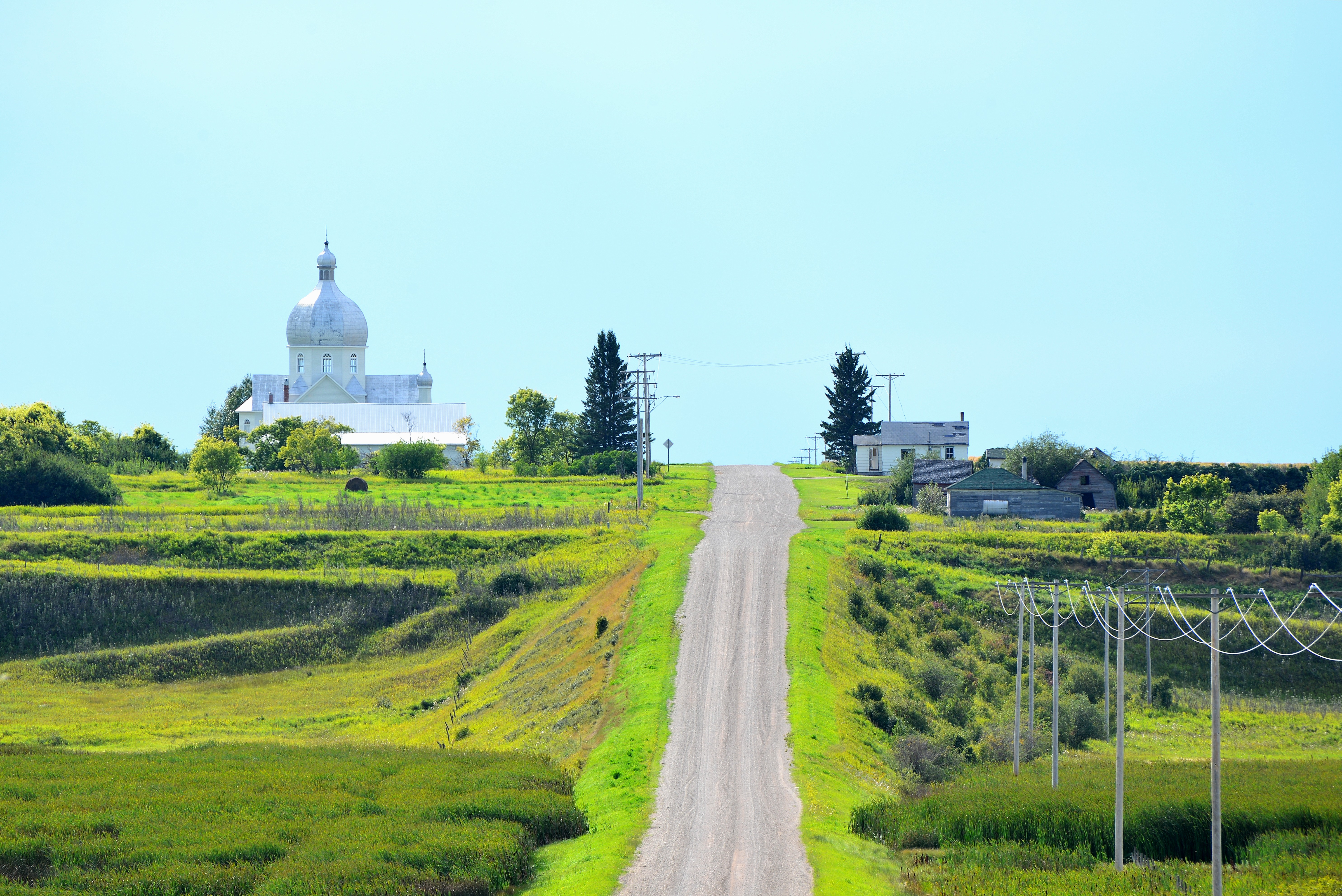
Дорога к храму
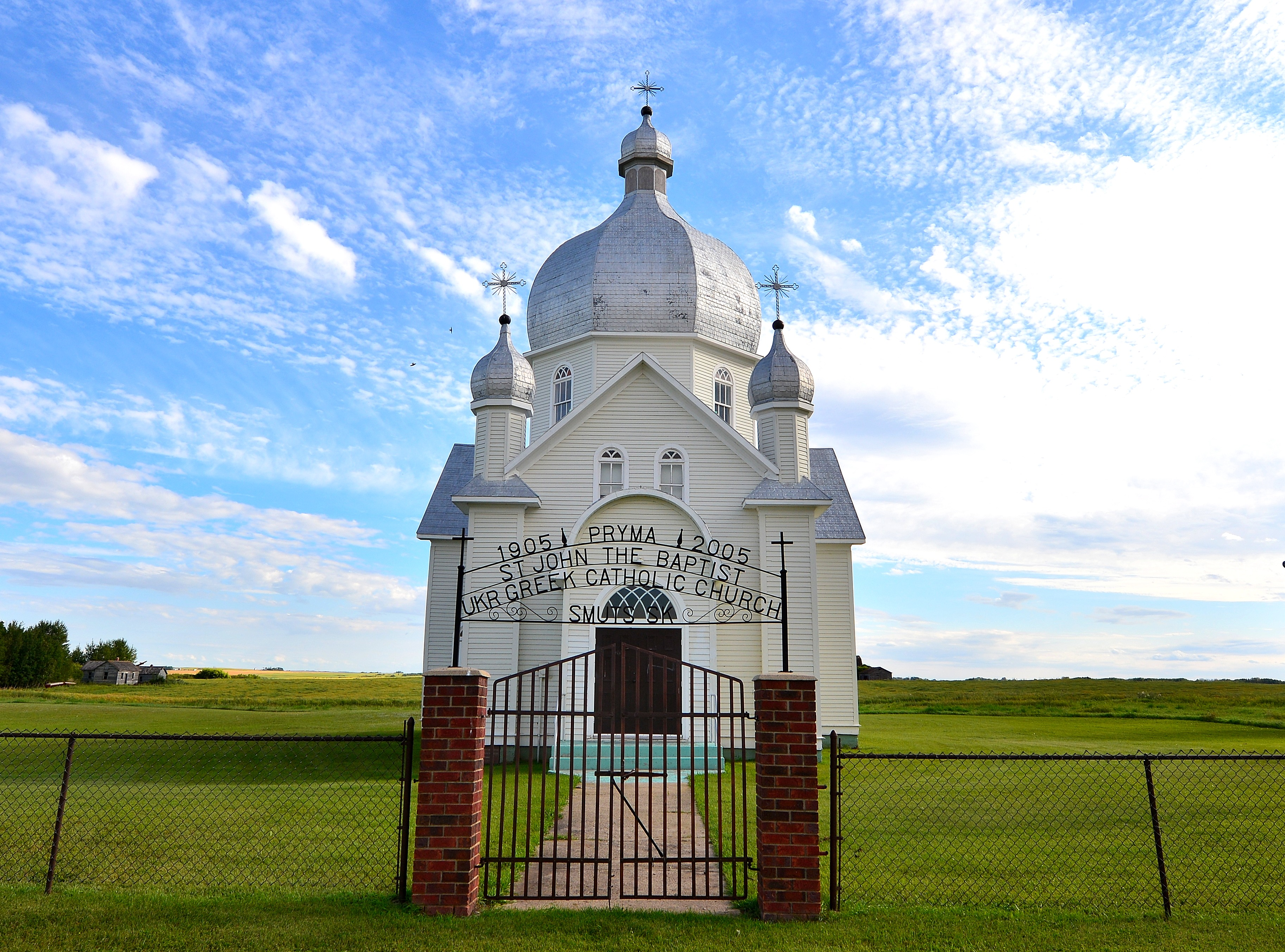
Вид церкви с фасада
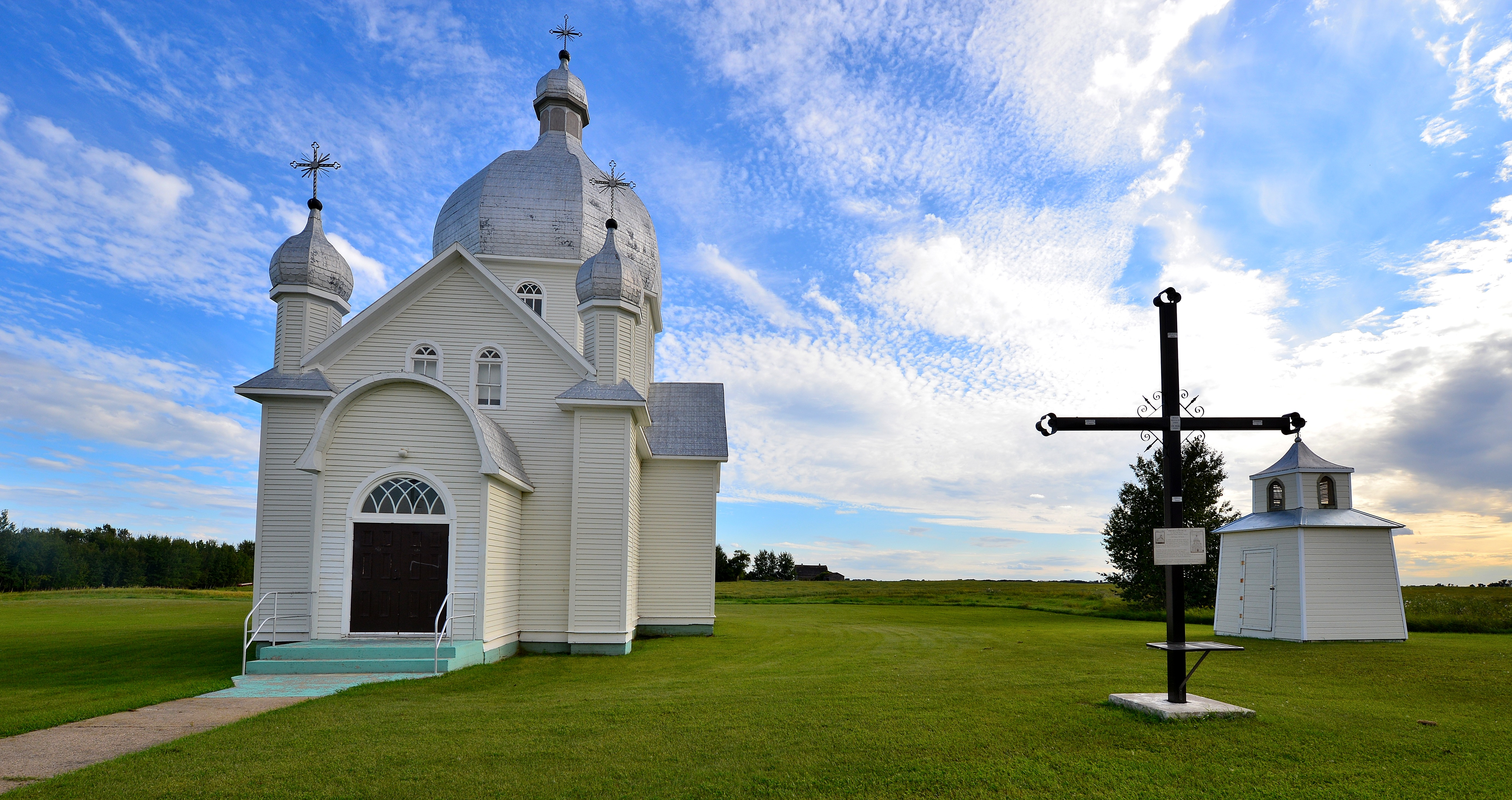